# 蓬圭河
蓬圭河是津巴布韋和莫桑比克的河流，河道全長400公里，發源自伊尼揚加尼山，向東流經莫桑比克的馬尼卡省和索法拉省，最終在貝拉注入莫桑比克海峽，是莫桑比克的主要河流之一，河水經常泛濫。

## 外部連結
- Pungwe River Project
- NASA: Earth from Space

19°52′S 34°49′E / 19.867°S 34.817°E